# 元丰九域志
《元豐九域志》，共十卷，北宋王存、曾肇、李德芻同撰，專記宋神宗元豐年間疆域地理總志。
元豐三年（1080年）《元豐九域志》成書，全書言簡意賅，內容僅《太平寰宇記》二十分之一，始於四京，次列二十三路，終於省廢州軍、化外州、羈縻州，記載各地道里、山川、鎮戊、戶口等。《四库全书总目》評曰：“叙次亦简洁有法……自序所抵文直事核，淘无愧其言矣。其书最为当世所重。”
近代有王文楚、魏嵩山的點校本，收錄於中華書局《中國古代地理總志叢刊》。